# 阿努塔语
阿努塔语是所罗门群岛的一种南岛语系语言，使用于该国泰莫图省的阿努塔岛。

## 音系
|      | 唇音 | 齿龈音 | 软腭音 |
| ---- | ---- | ------ | ------ |
| 塞音 | p    | t      | k      |
| 鼻音 | m    | n      | ŋ      |
| 擦音 | v    |        |        |
| 颤音 |      | r      |        |

|        | 前 | 後 |
| ------ | -- | -- |
| 闭元音 | i  | u  |
| 中元音 | e  | o  |
| 开元音 | a  | a  |

在阿努塔语中，/v/有两个呈互补分布的音位变体：它在/u/、/o/之后读作[w]，其他情况下读作[v]。不过，在（意为“坏的”）这个词中，一些使用者并不遵循这一规则。塞音有时可能略微浊化，但清浊塞音之间并没有最小对立体，因此浊塞音不算是单独的音位。除此之外，[f]、[s]、[l]分别是/p/、/t/、/r/的自由变体。:8-12
阿努塔语的五个元音都有长短之分。元音的长短有时会造成单词含义的差别，比如，意为“也许”，意为“大的”；但在许多情况下，阿努塔人也会为了强调或者使声音悦耳而把短元音拉长。:12-13

## 语法

### 名词
名词作主语时位于动词之前，前面可以加上助词，也可以不加。名词作宾语时，前面要加上前置词、（两者皆意为“向……的方向”）或（意为“属于……的”）。名词也可以像动词一样用于谓语。
名词的单复数不是通过变格表示，而是通过名词前面的冠词表示。普通名词几乎总会加上冠词。:24
|          | 单数 | 复数 |
| -------- | ---- | ---- |
| 不定冠词 |      |      |
| 定冠词   |      |      |

### 人称代词
第一、第二、第三人称的代词都分为单数、双数、复数，且双数和复数的第一人称代词有排除式和包括式之分。大部分人称代词都有“a型”和“b型”两种不同的形式，其中“a型”的语法地位与名词相近:24，可以用于包括主语在内的多种场合；“b型”只用于主语。:14-17
|          |        | 单数 | 双数 | 复数 |
| -------- | ------ | ---- | ---- | ---- |
| 第一人称 | 排除式 |      |      |      |
| 第一人称 | 包括式 |      |      |      |
| 第二人称 |        |      |      |      |
| 第三人称 |        |      |      |      |

|          |          | 单数 | 双数  | 复数 |
| -------- | -------- | ---- | ----- | ---- |
| 第一人称 | 排除式   |      |       |      |
| 第一人称 | 包括式   |      |       |      |
| 第二人称 |          |      |       |      |
| 第三人称 | 第三人称 |      | [ d ] |      |

“a型”人称代词单独成句或用作主语时，前面加上助词，“b型”人称代词不加。“a型”人称代词作宾语时，若为单数则需紧跟在冠词之后；不管是否为单数，前面都还要加上助词，助词前面再加上前置词、或（意为“从……”）。:14-17

#### 所有格人称代词
单数人称代词的所有格有两种形式，一种用于所拥有的物品只有一个的情况，另一种用于所拥有的物品数量多于一个的情况。所有格代词放在所修饰的名词前面，这与形容词不同。物品的所有者多于一个时，还可以用“定冠词+物品++‘a型’人称代词”的形式表示领属关系。:17-20
|          |          | 单数 | 单数 | 双数 | 复数 |
| 单个物品 | 多个物品 |      |      | 双数 | 复数 |
| -------- | -------- | ---- | ---- | ---- | ---- |
| 第一人称 | 排除式   |      |      |      |      |
| 第一人称 | 包括式   |      |      |      |      |
| 第二人称 |          |      |      |      |      |
| 第三人称 |          |      |      |      |      |

### 动词
限定动词有四种时态，这四种时态分别用下列助词表示：:21
| 将来时       |
| 现在时       |
| 直陈式过去时 |
| 完成时       |

“b型”人称代词作主语时，时态标记放在主语前面，此时若时态为将来时或现在时，也可以不用时态助词；其他情况下时态标记紧贴在动词前面。（意为“坐/居住/生活”）的过去时可以用而非表示。:21-23
助词用于构成不定式，位置与时态助词相同。在动词前面加上助词，就能使动词变为能像名词一样使用的动名词。:21-23
阿努塔语的动词一般不随主语而变位，也有少数动词在主语为复数时重复其中一个音节或加上后缀。此外，（意为“游泳”）和（意为“去”）在主语为双数或复数时分别变为和，在主语为第一人称单数时变为。:21-23

### 形容词和副词
形容词修饰名词时，放在名词后面。形容词也可以像动词一样用于谓语。:24
副词放在它修饰的动词后面。副词一般通过在形容词前面加上前缀或前置词/构成，也有少量没有这种标记的副词。:25

### 数词
数词必须跟在时态助词（一般是）后面。如果数的是人的数目，那么当人数在2和9之间时，时态助词与数词之间加上；当人数在10和19之间时，变成。如果数的是鱼的数目，那么数词中的和分别变成和。:25-28
除/（意为“第一个”）、（意为“最后一个”）、（意为“中间的”）之外的序数词很少见；有必要使用时，在基数词前加上即可构成对应的序数词。:25-28
| 1     |
| 2     |
| 3     |
| 4     |
| 5     |
| 6     |
| 7     |
| 8     |
| 9     |
| 10    |
| 11    |
| 12    |
| 20    |
| 30    |
| 100   |
| 101   |
| 110   |
| 111   |
| 200   |
| 1000  |
| 10000 |

## 与其他语言的关系
阿努塔语与蒂科皮亚岛使用的蒂科皮亚语之间的互通性很高，且深受后者影响；在长期接触中，阿努塔人开始使用某些蒂科皮亚语中的词汇。蒂科皮亚岛是离阿努塔岛最近的有人居住的岛屿，两地文化和语言相近。:6

## 使用现状
Ethnologue认为阿努塔语的状态“接近灭绝”。当地社群逐渐改用英语，仅有老年人还在说这种语言。